# CD Nacional (Mexikó)
A Club Deportivo Nacional a mexikói Guadalajara egyik nagy múltú labdarúgócsapata, amely azonban ma csak a negyedosztályú bajnokságban (azon belül a 11-es csoportban) szerepel. Négy szezon idejéig az első osztályban is szerepelt, legjobb eredménye egy hatodik hely.

## Története
Az 1916-ban alapított csapat 1960-ban jutott fel az első osztályú bajnokságba, ahol eleinte középcsapatként szerepelt, majd 1964-ben mindössze 12 pontot gyűjtve az utolsó helyen végzett. A kiesést ekkor úgy kerülte el, hogy éppen ekkor növelték meg az első osztály csapatainak számát 14-ről 16-ra, ezért rendeztek egy külön kis négy csapatos osztályozótornát, amelyet a Nacional megnyert, így bent maradhatott. A következő évben azonban ismét utolsók lettek, és ezúttal már nem tudták elkerülni a kiesést.

## Bajnoki eredményei
A csapat első osztályú szereplése során az alábbi eredményeket érte el:
| Év        | Helyezés |
| --------- | -------- |
| 1961–1962 | 10. hely |
| 1962–1963 | 6. hely  |
| 1963–1964 | 14. hely |
| 1964–1965 | 16. hely |